# 日島
日島（ひのしま）は、長崎県五島列島の若松島の北西に位置する島である。全島が長崎県南松浦郡新上五島町に属する。

## 概要
2004年の新上五島町誕生前は旧若松町の六つの島の一つで、特に日島と有福島は水道管が他島と接続していなかったため、貯水池を水源にしていたが、夏場に水不足が発生することもあった。
陸路は住民の悲願だったが、旧若松町では橋ではなく漁業施設を整備するとともに防波堤を建設することで漁港漁場整備法に基づく臨港道路として工事に着手した。その結果、1970年度に漁生浦島 - 有福島間の護岸（南防波堤、全長345m）、1978年度に有福島 - 日島間の護岸（北防波堤、全長221m）が完成し、長崎県道日ノ島猿浦線の一部となり、臨港道路とすることで旧若松町道となった。
若松島の針木ダムから防波堤に敷設した水道管で水の供給を受けている。
1991年の若松大橋（若松島 - 中通島間）の完成により中通島まで地続きになった。
2022年7月1日現在、20世帯、人口26人である。
住所表記は「長崎県南松浦郡新上五島町日島郷」。島内に公共施設はない。
| 五島列島の全体図 |  | 曲遺跡の古墓群 |
| 五島列島の全体図 |  | 曲遺跡の古墓群 |

## 地理
五島列島の若松島の北西約1km沖に位置し、若松島から漁生浦島、有福島と島づたいに橋と防波堤によって繋がっている。小さな島ながら最高点は244m（バンヤノ峠）と高く、島のほとんどが山地である。集落は南の海岸に集中し、外洋に面する北西の海岸は断崖になっている。また、野生の鹿（ニホンジカ）が多く生息する島として知られる。

## 歴史
古くから海上交通の要衝であり、遣隋使・遣唐使の寄港地でもあった。室町時代には大陸との貿易船の寄港地であったと考えられ、江戸時代には漁業で繁栄した。
1889年（明治22年）から1956年（昭和31年）までは若松島の西側と漁生浦島、有福島を行政区域とする日島村として自治体を形成し、当初は日島に役場が置かれたが、1897年（明治30年）に漁生浦島へ移転した。現在、過疎化や少子高齢化による人口減少が著しく進行している。

## 交通
前述の通り若松島と繋がっているので、若松大橋を経由して中通島の奈良尾港や有川港から陸路で通行できるが、2000年代まで道路事情が悪く、若松島からの町営旅客船が通学などの生活の足となっていた。
2004年以降は若松島の若松港から町営の新上五島町スクールバス、2014年以降は西肥自動車の一般路線バスが運行されていたが、島民のみが利用可能な予約制乗合タクシー「Smart GOTO」の導入に伴い、2022年3月31日限りで運行休止となった。このため、公共交通機関で当地を訪問することはできない。

## 名所・観光スポット
- 曲遺跡古墓群 - 西隣の有福島から渡ってすぐの曲崎海岸にある石塔群。東シナ海を望む海岸に、鎌倉時代から室町時代のものと思われる五輪塔、宝篋印塔などが多数並んでいる。
- ハマジンチョウ群落 - 曲崎の東側の波静かな海岸にあるハマジンチョウの自生地。旧若松町の町花になっていた。
- 若松ディアパーク - 廃校になった旧日島中学校の校舎を利用した宿泊施設。2016年時点では営業を終了して解体されている。